# Кастомеризация
Кастомеризация (от англ. to customer — подписчик) — маркетинговый подход, подразумевающий инициацию покупателем товарного предложения продавца. В отличие от кастомизации, кастомеризация предполагает, что покупатель не выбирает из предлагаемых продавцом параметров товара, а сам определяет параметры изготавливаемого по заказу товара (оказываемой услуги, выполняемой работы).
Ф. Котлер дает следующее определение кастомеризации: "Кастомеризация объединяет экономически эффективную массовую адаптацию товаров и персональный маркетинг, так что потребители получают возможность разрабатывать товары и услуги по своему усмотрению".
Кастомеризация логически продолжает кастомизацию, отражая симбиоз персонализированного и клиент-ориентированного маркетинга.  Она предполагает отказ от маркетинговой модели «ориентации на продажи» в пользу модели «ориентации на покупателя». Особенность кастомеризации состоит в использовании информационных технологий для обработки персонального заказа, позволяющей сразу приступить к его выполнению.
По сути дела, кастомеризация переворачивает отношения между производителями и покупателями продукции. Покупатели генеруют предложения о покупке товаров с определенными ими свойствами, поставщики конкурируют между собой за поступающие заказы,а производители "сдают в аренду" производственные и ресурсные возможности для выполнения поступающих заказов.  Заказчикам это обеспечивает снижение цены и уникальность товара, организаторам закупок — новые маркетинговые возможности, поскольку производители берут фиксированную плату за выполнение производственных операций (или работ). Они не претендуют на дополнительную прибыль от новизны, оригинальности или уникальности производимой продукции.
На рынке B2C кастомеризация предполагает возможность покупателя определять внешний вид, параметры и свойства заказываемого товара.
Примеры: 
1) в 1999 году почта Австралии провела успешный эксперимент, начав выпуск персонализированных почтовых марок по эскизу покупателя.
2) российская компания "Комус" оказывает покупателям услуги по брендированию и индивидуализации дизайна продаваемых товаров.
На рынке B2B кастомеризация представлена контрактным производством, подразумевающим выпуск товарной продукции на заказ на производственных мощностях независимого изготовителя, обеспечивающего соблюдение технологического цикла и контроль качества в соответствии с требованиями заказчика.
В мировой практике принято выделять три основных вида контрактных производств:
1. ODM (от англ. Original Device Manufacturing) – изготовление оригинальных товаров для сторонних производителей. Многие владельцы известных брендов отказываются от собственного производства, размещая заказы на специализированных предприятиях стран Юго-Восточной Азии. В качестве примера можно привести изготовление компанией Foxconn (Тайвань) айфонов по контракту с корпорацией Apple, вообще не имеющей собственных производственных мощностей.
2. OCM (от англ. Original Components Manufacturing) – изготовление оригинальных компонентов для комплектации продукции сторонних производителей. Эта разновидность контрактного производства особенно распространена в авиационной и автомобильной промышленности. Ее активно используют такие транснациональные производители, как Boeing, Toyota, Honda и др. Основное требование заказчика OCM сводится к соблюдению параметров качества при минимальной цене.
3. OEM (от англ. Original Equipment Manufacturing) – изготовление оригинального оборудования, использоваемого в качестве комплектующего изделия или самостоятельного товара. Пример: автомобильные аккумуляторы или шины. OEM объединяет в себе функции ODM и OCM производств, включая легальное изготовление изделий под брендом заказчика.
Кастомеризация позволяет сократить цепочки поставок и снизить транзакционные издержки их участников. Однако она требует повышенной гибкости производств и более высокого уровня сетевых коммуникаций.